# Cliopriset

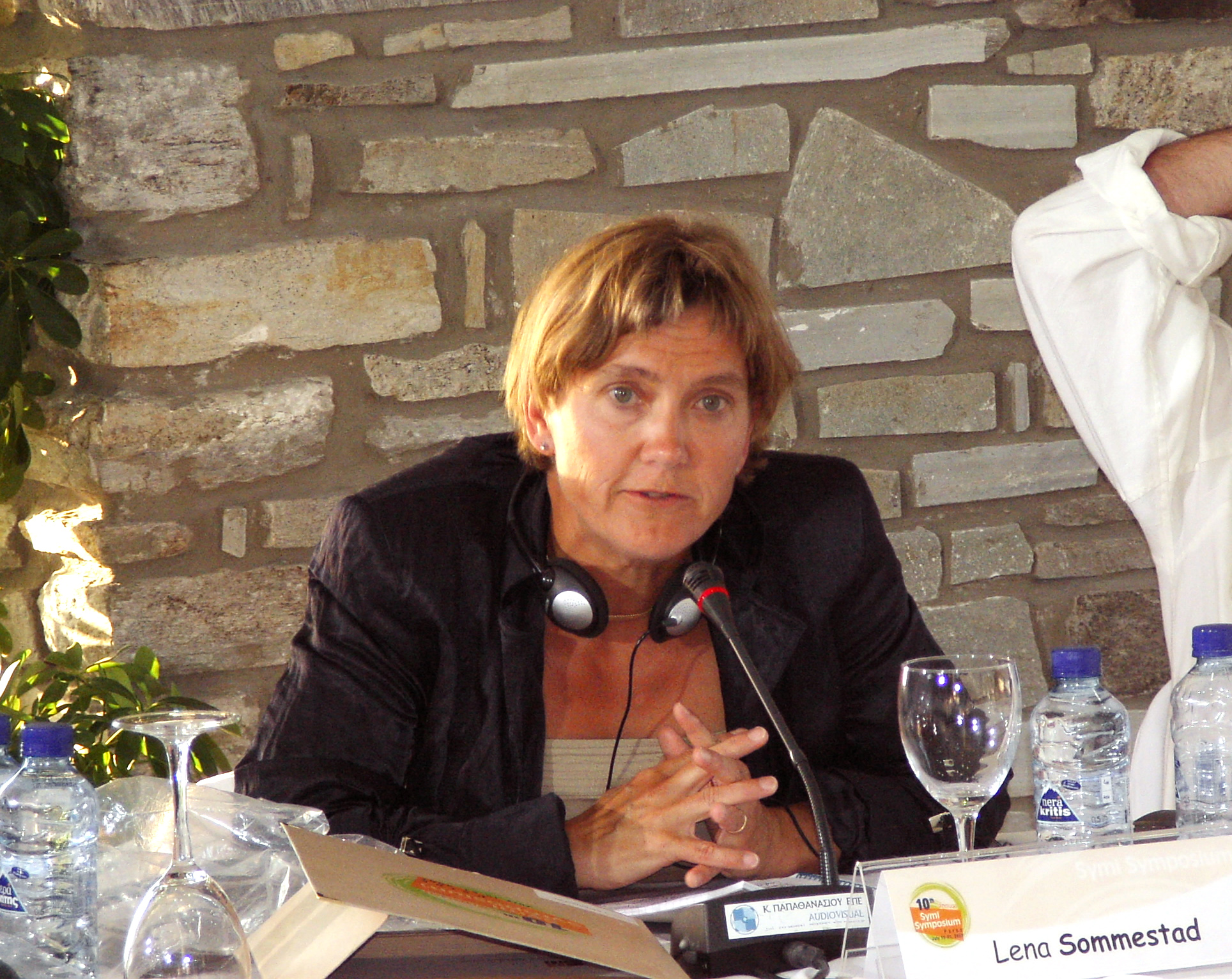
Lena Sommestad, pristagare 1995

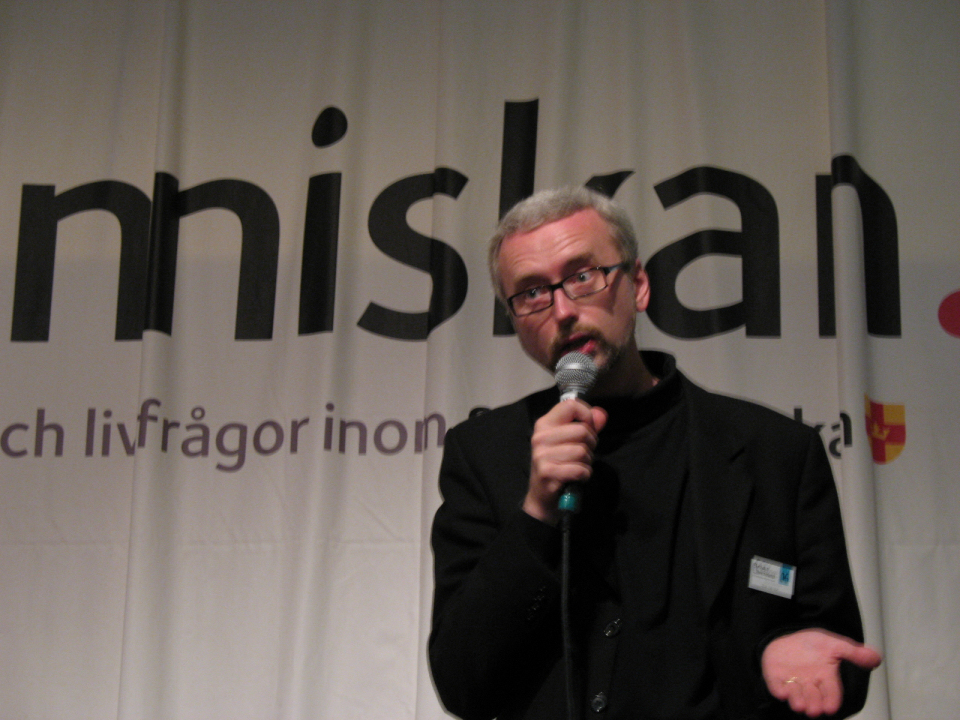
Dick Harrison, pristagare 1996

Cliopriset instiftades 1994 av Clio-den historiska bokklubben och Svenska Dagbladet. Priset på 25 000 kronor gavs till "en framstående yngre historiker inom det svenska språkområdet".
I juryn 2019 ingick Anders Q Björkman, Anders Bergman, Louise Berglund, Ludvig Hertzberg, Johannes Heuman, Anna Maria Forssberg och Jenny Björkman (ordförande).

## Pristagare
- 1995 – Lena Sommestad
- 1996 – Dick Harrison
- 1997 – Jakob Christensson
- 1998 – Mattias Tydén
- 1999 – Nils Erik Forsgård
- 2000 – Linda Oja
- 2001 – Håkan Håkansson
- 2002 – Magnus Zetterholm
- 2003 – Jonas Nordin
- 2004 – Edda Manga
- 2005 – Orsi Husz
- 2006 – Kajsa Bjurklint Rosenblad
- 2007 – Martin Hårdstedt
- 2008 – Erland Mårald
- 2009 – Johan Östling
- 2010 – Ola Wikander
- 2011 – Pernilla Rasmussen
- 2012 – Kristiina Savin
- 2013 – Rasmus Fleischer
- 2014 – Julia Nordblad
- 2015 – Ylva S. Sjöstrand[2]
- 2016 – Fredrik Charpentier Ljungqvist[3]
- 2017 – Charlie Järpvall
- 2018 – Sari Nauman
- 2019 – Ragni Svensson